# Rózsák tere (Marosvásárhely)
A Rózsák tere (románul: Piața Trandafirilor), közismert nevén Főtér, Marosvásárhely központi tere és fontos turisztikai látványossága. Délnyugati irányban a Győzelem térben (Piața Victoriei), északkelet felé a Szentgyörgy utcában (Strada Revoluției) folytatódik. Itt van a város több látnivalója, például a Kultúrpalota, a katolikus és az ortodox nagytemplom, vagy a Toldalagi-palota, és innen nyílik az 1970-es években létesített Színház tér (Piața Teatrului).
A teret a 14. században alakította ki a Maros egy mellékága. Marosvásárhely évszázadokon keresztül a székelység vásártartó központja volt, és a hely a középkortól egészen az 1950-es évekig piactérként szolgált, ahol a vidék legnagyobb és legfontosabb vásárait tartották, melyeket egész Erdélyből, sőt idegen országokból is felkerestek. A 18–19. században a tér szélei fokozatosan beépültek, északról dél felé terjeszkedve. Jelenlegi kialakítását és funkcióját viszonylag későn, a 20. század első évtizedeiben nyerte el. A román hatalomátvétel után arculata részben megváltozott: számos régi épületet (közöttük két templomot) lebontottak, ortodox katedrálisokat majd tömbházakat emeltek, és kialakították az északnyugati oldalt megtörő Színház teret.

## Elnevezése
1596-ban említik legelőször az Piacz néven. Egyéb nevei Piac-sor, Nagypiac, Piactér, Főpiac, Főtér. 1860. szeptember 12-én felvette a Széchenyi tér nevet, majd 1920 és 1940 között Piața Regele Ferdinand néven ismerték. 1940–1944 között ismét Széchenyi, az 1950-es években Sztálin nevét viselte. 1964-től máig Piața Trandafirilor (Rózsák tere).

## Fekvése
A Rózsák tere délnyugat-északkelet irányban elnyúló, viszonylag keskeny tér; felső (délnyugati) határa a Kultúrpalota, alsó határa pedig a Kossuth utca (Strada Călărașilor) és a Petőfi Sándor tér. Hosszúsága 550, szélessége 40–80 méter, tengerszint feletti magassága 312 méter. A középen széles, parkosított sétányt két kétsávos egyirányú úttest határolja. A város autóbusz-hálózatának számos járata érinti a teret.

## Története
A teret a Maros egyik ide-oda költöző mellékága formálta. Ezen a helyen haladt el a vízfolyásokkal szabdalt országút, mellette pedig egy árok volt, amely a Trébely és a Várdomb vizét gyűjtötte össze és szállította a Poklos-patakba. A 15–16. századok fordulóján a vizeket elterelték, kialakítva a város fő piacterét, ahol évszázadokon keresztül napi, heti, és országos kirakodóvásárokat tartottak. Magát a várost már a középkortól a székelység vásártartó központjaként említik; vásárjogát 1482-ben szerezte Mátyás királytól. A hetivásárokat csütörtökönként, az országos vásárokat Antal napján, Márton napján, és nagycsütörtökön tartották. A város lakói országszerte vámmentességet élveztek, a szász vándorkereskedők pedig nem árulhattak a vásárokon. A 19. században már évi hét országos vásár tartását engedélyezték; ezeket egész Erdélyből, sőt idegen országokból is felkeresték.
Legkorábban a piactér északi része kezdett beépülni, ahogy a 18. század második felében a városközpont a marosvásárhelyi vár környékéről fokozatosan a Maros első terasza felé tolódott; ekkor épült fel a Plébánia, a ferences kolostor, a Lábas-ház, a Toldalagi-palota, és a barokk stílusú régi Tanácsház. 1822-ben készült el Bodor Péter zenélő kútja, melyet 1836-ban egy hóvihar tönkretett; a régi Tanácsházat pedig 1849-ben lerombolta az osztrák hadsereg. A sáros, poros teret 1875-ben lekövezték, északi részén felállították a Kossuth-, Petőfi-, és Bem-szobrokat, déli részét pedig parkosították és fákkal szegélyezett zöldövezetet hoztak létre (Allé). Korabeli feljegyzések szerint „a Széchenyi téren lévő sétatér alig képes befogadni esténként a látogatóit.” A teret szegélyező házak boltíves földszintjén és pincéiben üzletek, boltok, italmérések kaptak helyet. Méretei ellenére a tér csak a vásárosok egy részét tudta befogadni, így a környező tereket is kinevezték vásártereknek.
A 20. század elején, Bernády György polgármesteri szolgálata idején a város lendületes fejlődésnek indult. Az ekkor történt városrendezéskor építették fel a szecessziós stílusú Kultúrpalotát és Közigazgatási Palotát. 1911-ben lebontották a használaton kívüli zenélő kutat, azt tervezve, hogy színházat építenek ide, azonban a történelmi változások miatt ez már nem valósult meg.
Az első világháború után Marosvásárhely Románia része lett. A téren felépítették az ortodox székesegyházat, a magyar jellegű szobrokat pedig eltávolították illetve lecserélték. 1940-től a város ismét Magyarország részét képezte (a téren ünnepelték a magyar hadsereg bevonulását), majd 1944-ben visszakerült Romániához. 1948-ban a kommunisták államosították az épületeket. 1955-ben a közigazgatási palota előtt Sztálin-szobrot avattak, a vásárokat elköltöztették, a tér déli részét tömbházakkal építették be. 1971-ben lebontották a ferences kolostort a hozzá tartozó templommal és iskolával együtt (napjainkra csak a templom tornya maradt fenn), és létrehozták a Színház teret, ahova a Nemzeti Színházat és modern stílusú épületeket emeltek.
A kommunista rendszer építkezései, rombolásai olyan mértékben változtatták meg a tér arculatát, hogy Kovács Levente szerint a tősgyökeres marosvásárhelyiek már nem érzik otthon magukat a központban. „A régi főtér szétzilálása (…) azt eredményezte, hogy a vásárhelyiek nem érzik otthonuknak azt a központot, ahol annak idején a korzó hullámzása, a Maros vendéglő, a Kultúrpalotában lévő színház, a Muskátli, a Piros Rózsa, a Lido, a Bukarest cukrászda megannyi intim tere volt a találkozásoknak, a civil együttlétnek.” Pozitívumként könyvelhető el, hogy egyes régi épületek a 20. században átépített, megváltoztatott homlokzatát az 1980-as években eredeti állapotukba állították vissza, a Főtér arculatának „szétzilálása” azonban a 21. században is folytatódott: 2019-ben lebontottak egy szecessziós stílusú lakóházat, majd egy „megdöbbentően tájidegen”, üvegfallal ellátott épületet húztak a helyére.
A Rózsák tere volt az 1989-es marosvásárhelyi tüntetés és az 1990-es fekete március fő színhelye. Napjainkban itt van a város látnivalóinak, üzleteinek, éttermeinek nagy része, bár a minőség, kifinomultság még nem érte el a többi, turisztikai szempontból jelentős erdélyi város központjának kínálatáét. A központi sétányon kézműves vásárokat rendeznek, télen itt állítanak karácsonyfát. 1996-tól néhány évig hétvégeken és ünnepnapokon lezárták a teret az autóforgalom elől, gyalogos zónává alakítva azt.

## Leírása
Az épületek számozása az ortodox templomnál kezdődik, és az óra járásával ellentétes irányban halad. 25 egyedi épületet tartanak nyilván műemlékként, ezen felül a tér északi része külön műemlékvédelem alatt van MS-II-a-A-15451 kód alatt.

### Központi rész

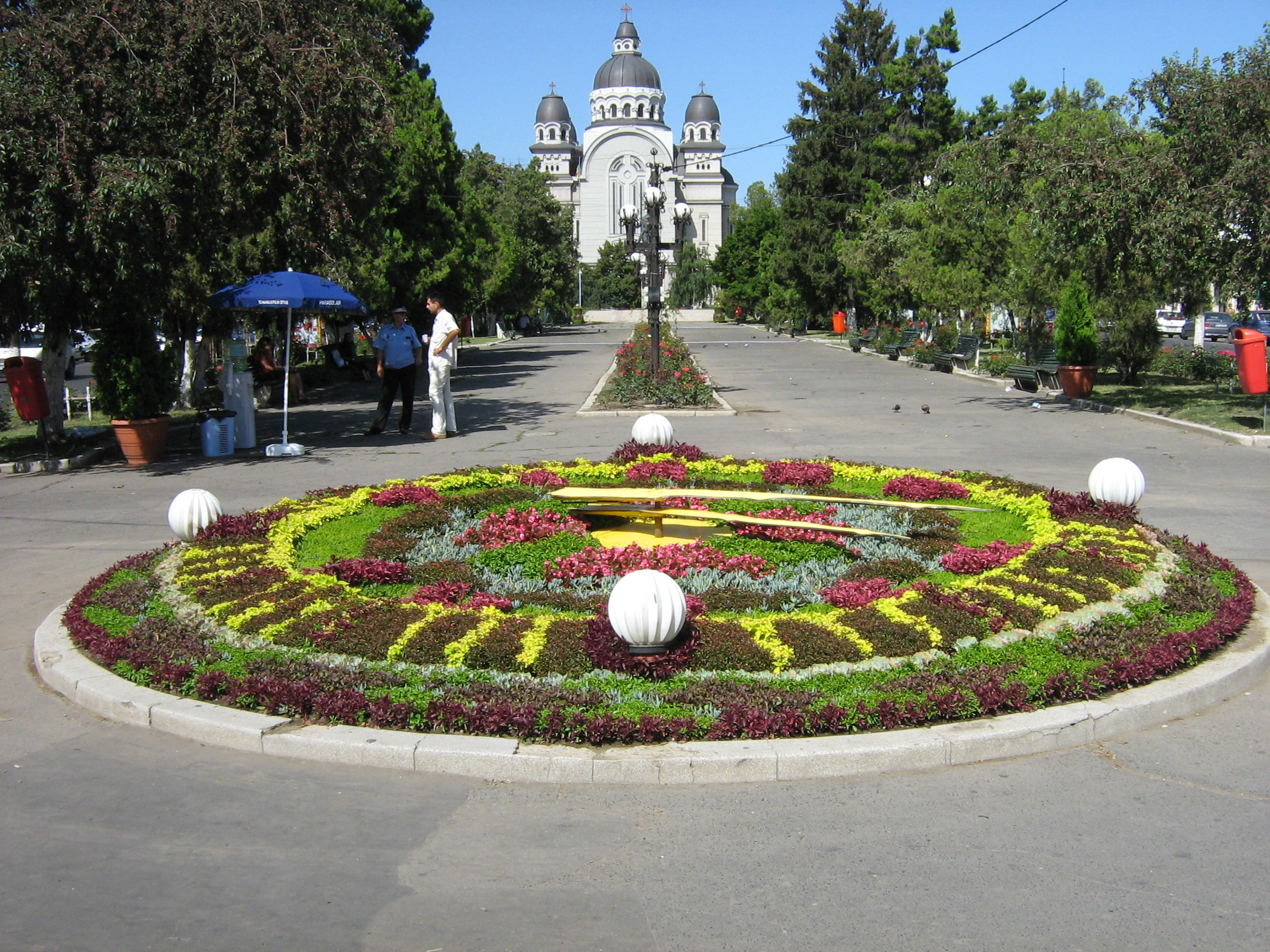
A sétány a virágórával, háttérben az ortodox katedrális

- Az ismeretlen katona szobra, 1963-ban leleplezett szocialista-realista stílusú szobor, Izsák Márton és Csorvássy István alkotása. Az évek során nevezték „a szovjet katona” és „a román katona” szobrának is, kinézete is többször módosult.[18]
- Bethlen Gábor szobra, a legelső magyar vonatkozású szobor, mely a román hatalomátvétel után helyet kapott a főtéren. 2020 végén állították, tervezője Harmath István szobrászművész.[19]
- Virágóra, az 1960-as években hozták létre, napjainkra a város egyik szimbólumává vált.[20]
- Avram Iancu lovasszobra. Az első Iancu-szobrot 1930-ban állították fel; ezt 1940-ben a románok Topánfalvára menekítették. 1978-ban egy újabb Avram Iancu-szobrot avattak, Florin Codre bukaresti szobrász alkotását.[21]
- 1. Ortodox székesegyház. A 20. század elejéig a románoknak csak két kisméretű templomuk volt Marosvásárhelyen, és azok is a külvárosban. 1918 után több erdélyi város központjában ortodox templomokat emeltek; Marosvásárhely egyedülálló abból a szempontból, hogy központjában nem is egy, hanem két katedrálist létesítettek (a másik a Győzelem téri ún. Kiskatedrális). A székesegyház alapkövét 1925-ben tették le, 1934-ben szentelték fel, belső díszítését 1986-ban fejezték be.[22] Korábban ezen a helyen állt az 1849-ben lebontott régi Tanácsház, az 1911-ben lebontott zenélő kút, a Petőfi- és a Kossuth-szobor.
- 2. Görög-ház. A 18. században földszintesnek építették, majd 1827–1838 között még két szintet építettek rá; egy időben a város egyik legmagasabb épülete volt. Itt szállt meg Petőfi Sándor 1849. július 29-én, mielőtt a segesvári csatába indult volna. 1852 nyarán I. Ferenc József szállt meg itt. 1868-tól a Marosvásárhelyi Takarékpénztár székhelye volt, jelenleg a Hadsereg Háza (Cercul Militar).[23]

### Északnyugati oldal

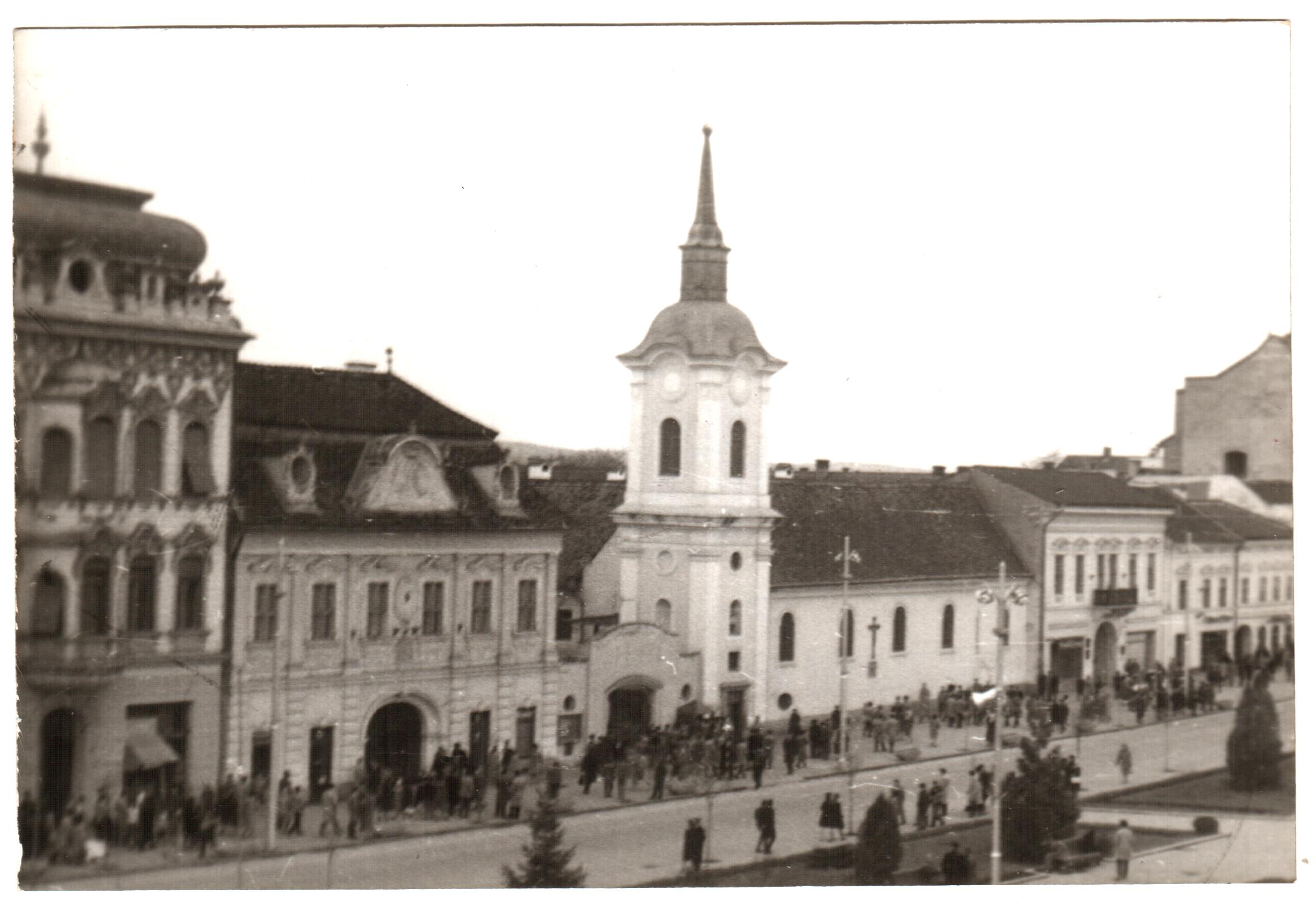
Az északnyugati oldal a még álló ferences templommal

- A Rózsák tere és a Kossuth utca sarkán áll a Lábas-ház. Eredetileg a 15. századból származik; 1732–1905 között itt működött a Római Katolikus Gimnázium. 1772-ben kibővítették. 1873-ban egy nagy tűzvész után újjáépítették, földszinti árkádjait befalazták, és még egy emelettel bővítették.[24]
- 3, 4. A 18. században épített, a 19. században egy-egy emelettel megtoldott klasszicizáló barokk stílusú épületek.[25]
- 5. Apolló-palota. 1820–1822 között építtette Teleki Sámuel gróf, hogy bevételét könyvtárának bővítésére használják fel. Az eredetileg háromszintes épület földszintjén üzletek, első emeletén lakások voltak, második emeletén vendégfogadó működött. 1923-ban a második emelet kettéosztásával egy negyedik szintet is létrehoztak.[21]
- 6–8. Háromszintes, eklektikus stílusban épült egykori lakóházak. A 7–8. szám alatti épületegyüttest a Színház tér kialakításakor toldották meg egy emelettel.[25]
- A 8. és 10. számú épületek között nyílik a Színház tér.
- 10. A Ferenc-rendiek tornya, amely a 18. században épített és 1971-ben lebontott ferences templomból maradt meg.[21]
- 11. Toldalagi-palota, Erdély egyik legszebb barokk épülete, melyet gróf Toldalagi László építtetett a 18. század közepén. Jelenleg a Megyei Múzeum néprajzi részlegének ad helyet.[26]
- 12. Bányai-ház; a 20. század elején épült eklektikus stílusban Bányai Béla mészárosmester számára. 1936–1937 között itt lakott Bernády György.[26]
- 13. A Mészáros Ipartársulat székháza, 1888-ban épült neoklasszikus stílusban. Az egyetlen épület, amely az itt elhelyezkedő, később beépített Mészáros-közből megmaradt. Az épületben a társulat irodái és klubhelyiségei, és üzletek voltak. A 20. században a homlokzatot többször átépítették, 1982-ben azonban eredeti állapotába állították vissza.[10]
- 17. Az egykori Hargita szálloda, jelenleg irodaház.[21]
- 18. Vámos-ház, szecessziós stílusú, 1910-ből származó épület. Korábban, a 16. század közepétől ezen a helyen állt a Rosnyay, majd a Szabó család kúriája.[21]
- A Rózsák tere és a Bartók utca sarkán áll a Bissingen-ház, melyet 1880 körül építettek eklektikus stílusban (korábban itt állt a Barcsay-ház). A földszinten üzletek majd a Corso kávéház, az emeleten a Bissingen család lakosztályai voltak. A kommunizmus idején itt volt a Merkur üzlet.[26]
- 19. Henter-ház. Kétszintes barokk ház, amely a 18. században a Földvári családé volt, majd a Bethlenek, Tholdalagiak, Telekiek, Henterek tulajdonát képezte, később Mestitz bútorgyáros, majd a református egyház tulajdonába került. Fejedelmien berendezett belsejét magyar vezéreket ábrázoló képek díszítették, ezek az államosítás után eltűntek.[27]
- 21. Az egykori zsidó kaszinó; a 20. század elején épült szecessziós stílusban. Az 1948-as államosítás után a Romgaz székhelye lett, jelenleg iroda- és üzletház.[21]
- 24. A szecessziós jegyeket viselő, háromszintes polgárházat 2019-ben lebontották, helyére 2021-ig egy tájidegen, üvegfallal határolt épületet emeltek, mely helyi lakosok és szakértők szerint „teljesen felborította a főtér építészeti egyensúlyát”.[14]
- 26. Az egykori Agrár Takarékpénztár székhelye; 1903-ban épült, mint a város legelső banképülete. Jelenleg a Román Kereskedelmi Bank (BCR) székhelye.[26]
- 28–30. A „régi Gulliverként” ismert tömbház helyén volt az 1829-ben épült evangélikus templom és a hozzá tartozó lelkészi lakás és tanterem, amelyeket 1960-ban lebontottak.[28]
- A tér délkeleti határa a Kultúrpalota, a város leglátogatottabb turisztikai látványossága. 1911–1913 között emelték szecessziós stílusban; célja a magyar nemzeti azonosságtudat megerősítése és Marosvásárhely kulturális életének fellendítése volt. Belsejében előadótermek, kiállítótermek, és könyvtár található.[29]

### Délkeleti oldal

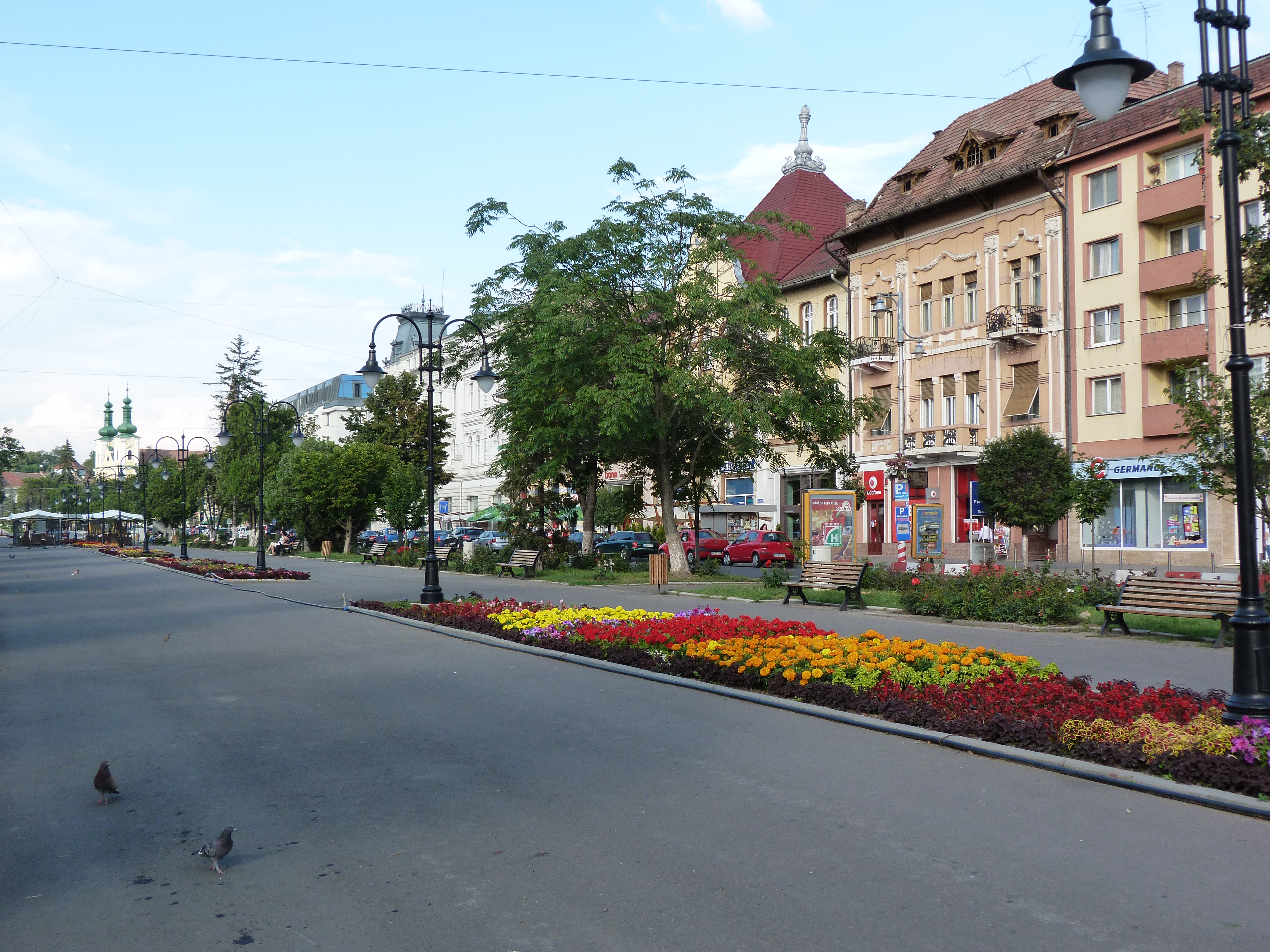
A délkeleti oldal napjainkban

- 34–41. A felső (déli) részen 18–19. századi magasföldszintes házak álltak, melyek neoklasszikus és eklektikus stílusú homlokzatai változatos, archaikus városképet hoztak létre. Itt állt többek között Kohn Márton háza híres borpincéjével, és Kántor fényképész háza. Az 1960-as években az egész házsort lebontották és négyemeletes tömbházakat építettek a helyére. A Mikszáth utca (str. Artei) sarkán levő tömbházban működik a 800 férőhelyes Arta mozi, amelynek előcsarnokában a románok történelmét ábrázoló freskó látható, az épület külső falát pedig kommunista témájú sgraffito díszíti. Eredetileg a Telefonpalotát is ide akarták építeni, azonban erre nem került sor. A tömbházak mögött egy 3000 férőhelyes szabadtéri színpad van, melyet szintén az 1960-as években létesítettek.[21][30]
- 43. Feigenbaum-ház, szecessziós stílusú, nagyméretű palota, a tér egyik legdíszesebb épülete. A 19. század végén épült Feigenbaum Vilmos ügyvéd számára, a második emeletet 1909-ben húzták rá. Az 1950-es évektől több évtizeden keresztül a román rendőrség használta, jelenleg irodáknak ad helyet.[31]
- 44. László-ház, a 20. század elején épült szállodának és kávéháznak. Itt működött a New York, majd Mureșul étterem. 2000 után pénzintézet lett, belső díszítéseit eltávolították.[31]
- 45. Papp-palota, 1898-ban építtette Papp Zsigmond kereskedő díszes klasszicizáló stílusban. 1918-ban a Bányai család tulajdonába került, ezért Bányai-palotaként is ismerik. Az 1930-as években az Országos Magyar Párt székhelye. 1948–1954 között kereskedelmi szakmai iskola működött benne, jelenleg szállodának (Concordia), irodának, üzleteknek ad helyet.[31]
- A 45. és 46. számú épületek között indul a Bolyai Farkas utca.
- 46–47. Itt állt a 19. század közepén emelt „régi” Transzilvánia Szálló, ahol színházi előadásokat és filmvetítéseket is tartottak. 1915-ben itt szállt meg Ady Endre. Később lebontották, és 1959-ben itt húzták fel az „új” Hotel Transilvania épületét. 1988-ban átépítették. Jelenlegi neve Hotel Plaza.[21]
- 49. A Csizmakészítő Ipartársulat székháza. A csizma- és lábbelikészítő céh 1620-ban kapott szabadalmi levelet. 1873-ban a céheket megszüntették, így a mesterek ipartársulatokba tömörültek. Neobarokk stílusú székházukat 1890-ban építették; a társulat irodáin kívül szálloda és étterem is működött benne. A 20. század második felében átépítették, az egykori étteremben mozi működött. 1982-ben visszaállították eredeti homlokzatát.[10]
- 51, 52, 53. Péterffy-ház, Gáspár-ház, Wagner-ház; a 19. század közepén épültek neobarokk stílusban.[21][23]
- 54. Dudutz-ház. A 18. század végén épült; eredetileg a Bucher családé volt, házasság révén jutott a Dudutzokhoz. 1827-ig itt és a szomszédos Steibel-házban működött az erdélyi Királyi Tábla (Tabula Regia), ez később a Kendeffy-házba költözött. A kommunizmus idején itt volt a Gostat vásárcsarnok.[21]
- 55. Steibel-ház vagy Staibl-ház, a 17. század végén már állt, emeleti termeiben működött 1827-ig a Királyi Tábla.[32] Itt nyílt meg 1782-ben az Arany Szarvas gyógyszertár, amelyet a 19. század végén Bernády György vezetett. A gyógyszertár ma is létezik (bár többször nevet változtatott), berendezése őrzi a Bernády-korabeli küllemet.[31]
- 56. Rosenfeld-ház, kétszintes, neobarokk stílusú épület, melyet a 19. század közepén építettek. Az 1984-es felújításkor visszaállították eredeti homlokzatát.[32]
- 58. A 19. század második felében itt állt a Tanácsház. Az új városháza elkészülte után eladták; új tulajdonosa, Csiszár Lajos neobarokk stílusban átépítette. A kommunista államosítás után lebontották és itt építették fel a szövetkezeti Divatházat.[23]
- 59. Itt állt a Lugosi-ház, ahol a 18. század elején a jezsuita iskola, a Római Katolikus Gimnázium elődje működött. A telek jelenlegi házát 1877-ben építették.[21]
- 61. Keresztelő Szent János plébániatemplom, 1728–1764 között épült barokk stílusban. Korábban egy 1703-ban felszentelt, fából készült kápolna állt itt, ahol II. Rákóczi Ferenc is hallgatott misét. A kéttornyos templom alapkövét 1728-ban helyezték el, felszentelése 1750-ben történt, de csak 1764-re készült el teljesen. Többször felújították.[33]
- 61. Nagy Szabó Ferenc-ház, a város egyik legrégebbi fennmaradt háza. L alakú kétszintes épület, 1623-ban épült Nagy Szabó Ferenc céhmester, városi krónikás kívánságára, barokk stílusban. 1702-től a jezsuita elemi iskola használta, 1707-ben itt adott fogadást II. Rákóczi Ferenc beiktatása alkalmából. 1719-ben a jezsuiták megvásárolták és itt rendezték be a plébániát és a rendházat; jelenleg is a plébánia épülete. 1971-ben a Petőfi tér felőli homlokzatot meghosszabbították.[33]

## Képek

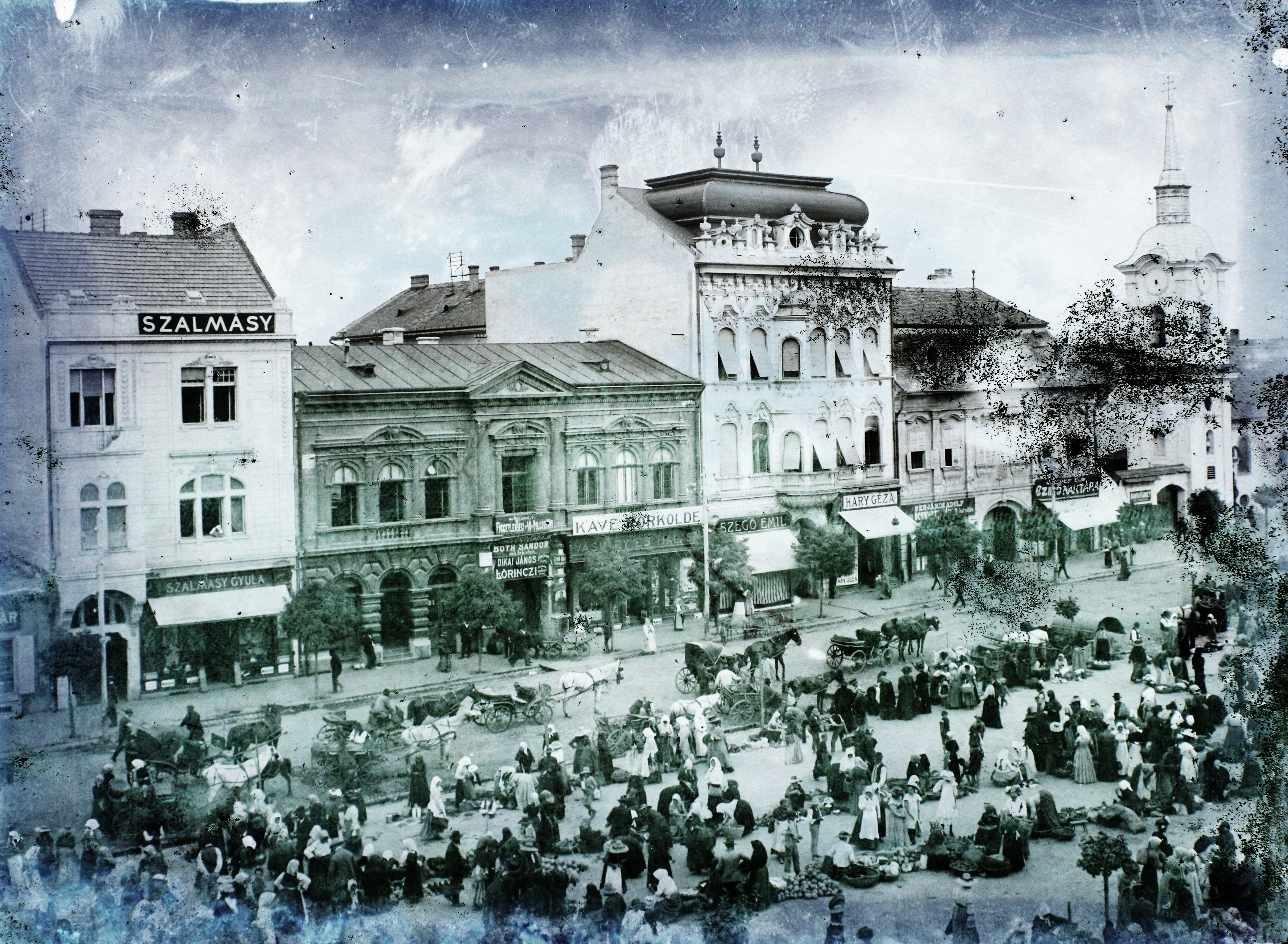
1908
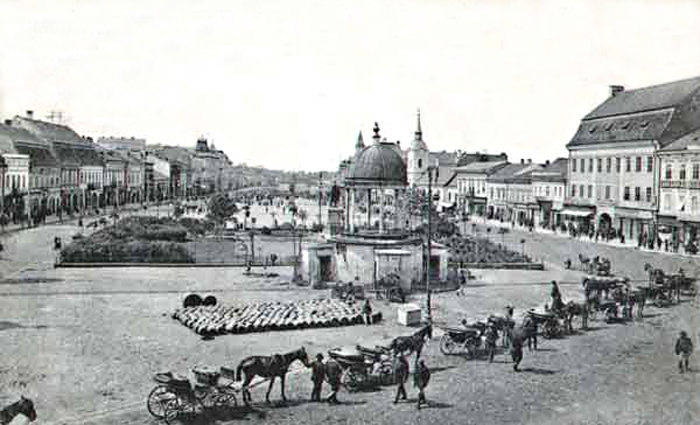
1911
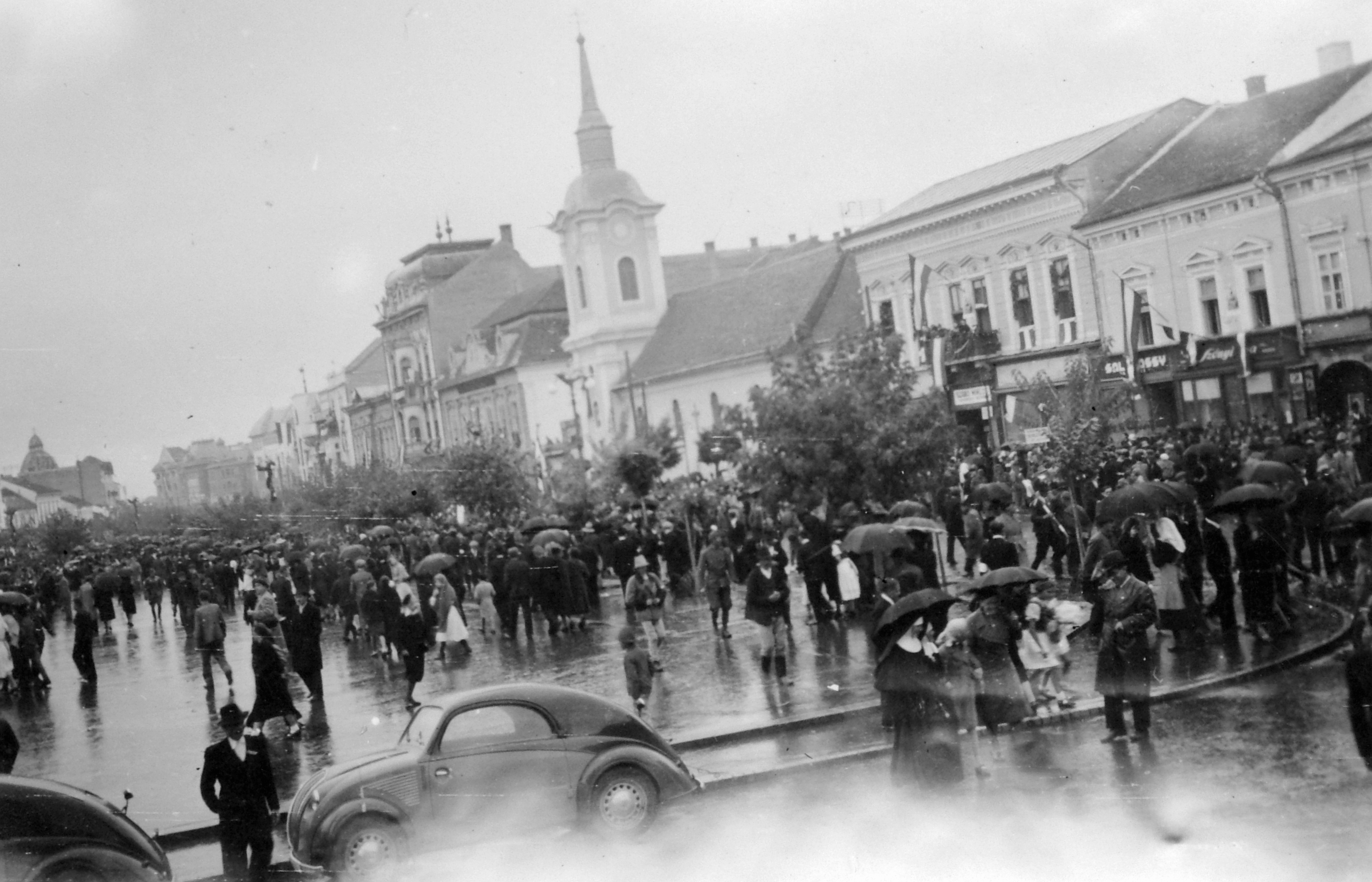
1940
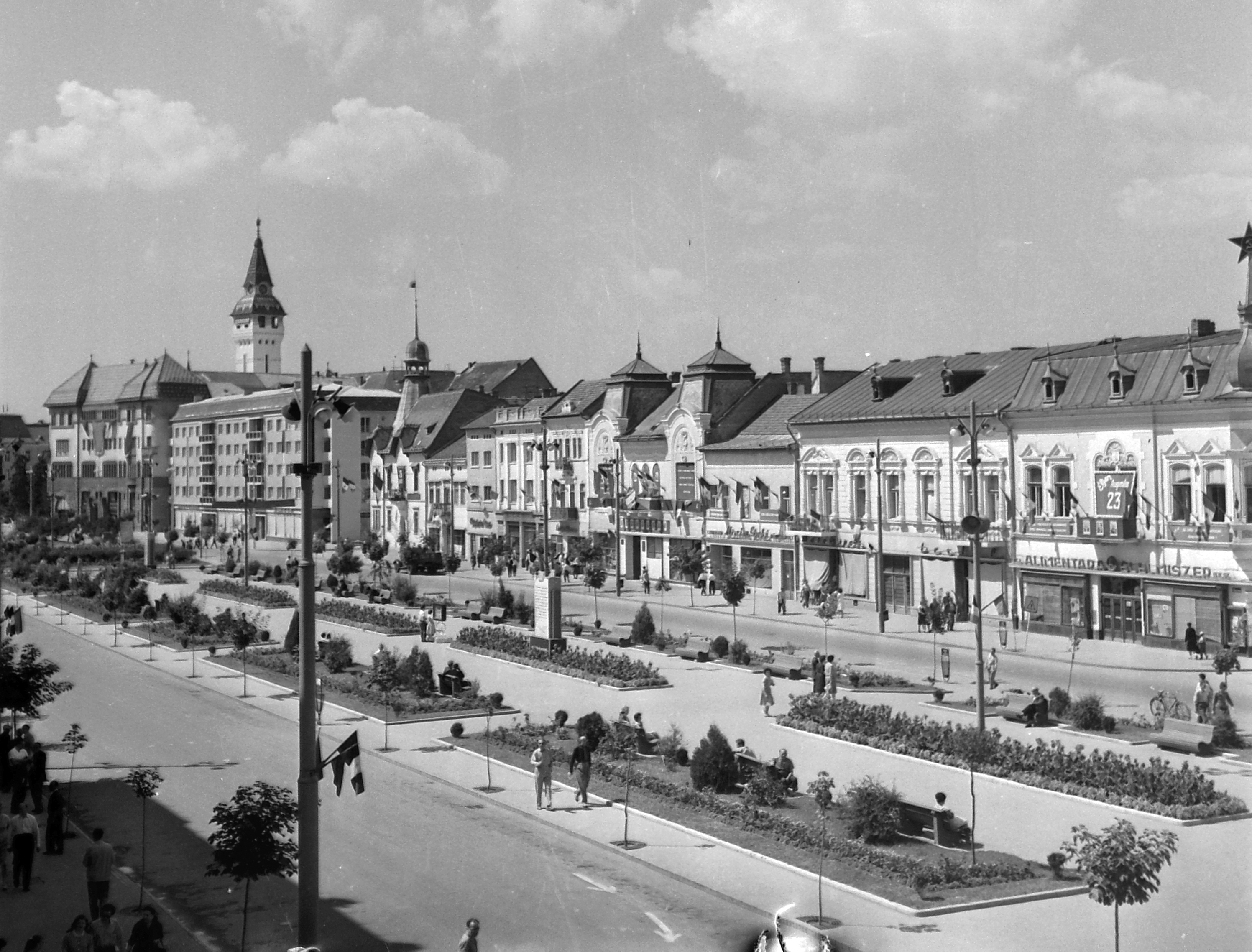
1961
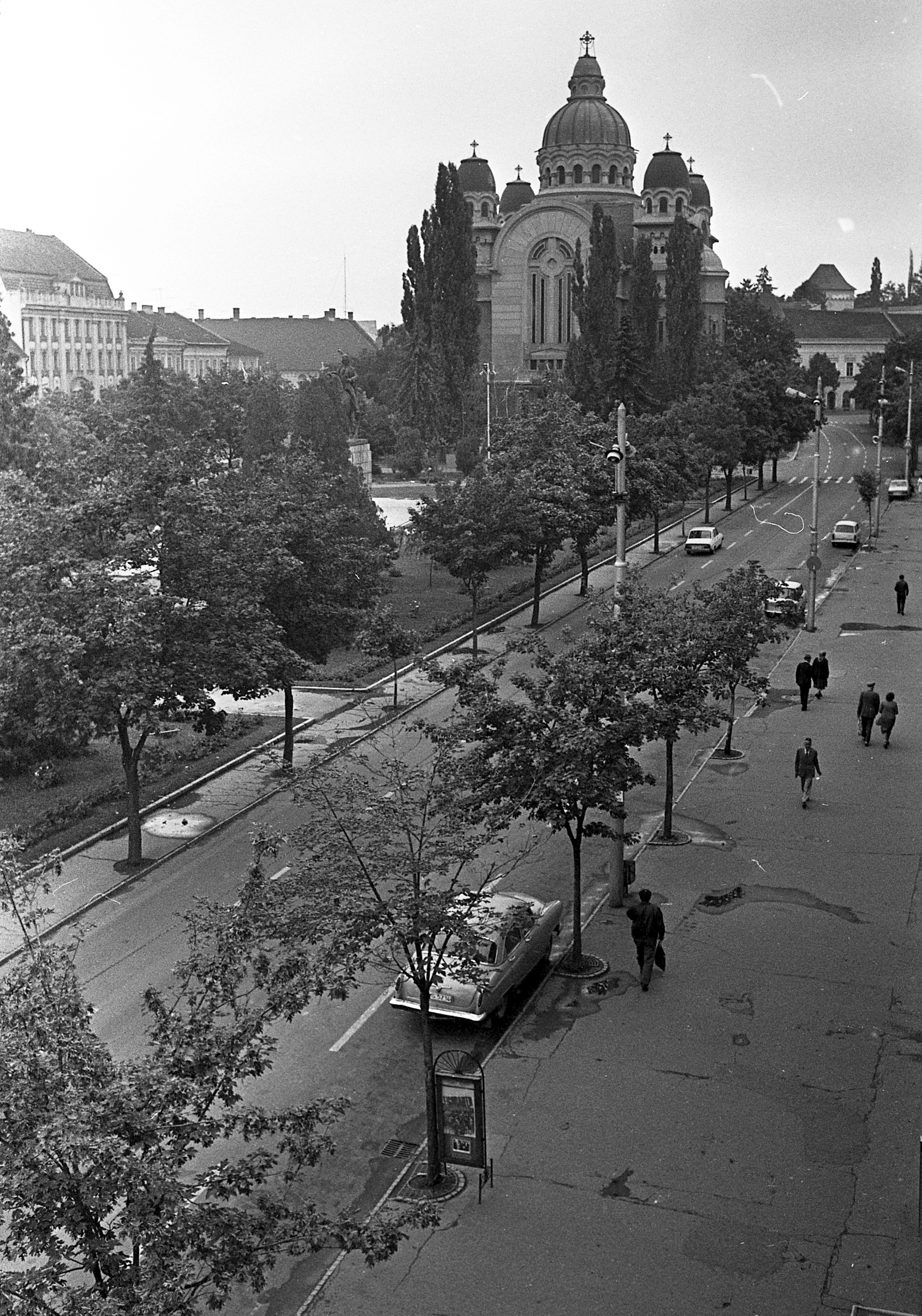
1986